# 卡姆登 (密歇根州)
卡姆登（英語：Camden）是位於美國密歇根州希爾斯代爾縣卡姆登鎮區的一個村。

## 人口
根據2020年美國人口普查的數據，卡姆登的面積為2.07平方千米，當中陸地面積為2.07平方千米，而水域面積為0.00平方千米。當地共有人口496人，而人口密度為每平方千米239人。